# Lucio Valerio Settimio Basso
Lucio Valerio Settimio Basso (in latino Lucius Valerius Septimius Bassus; fl. 379/383) è stato un funzionario romano di età imperiale.

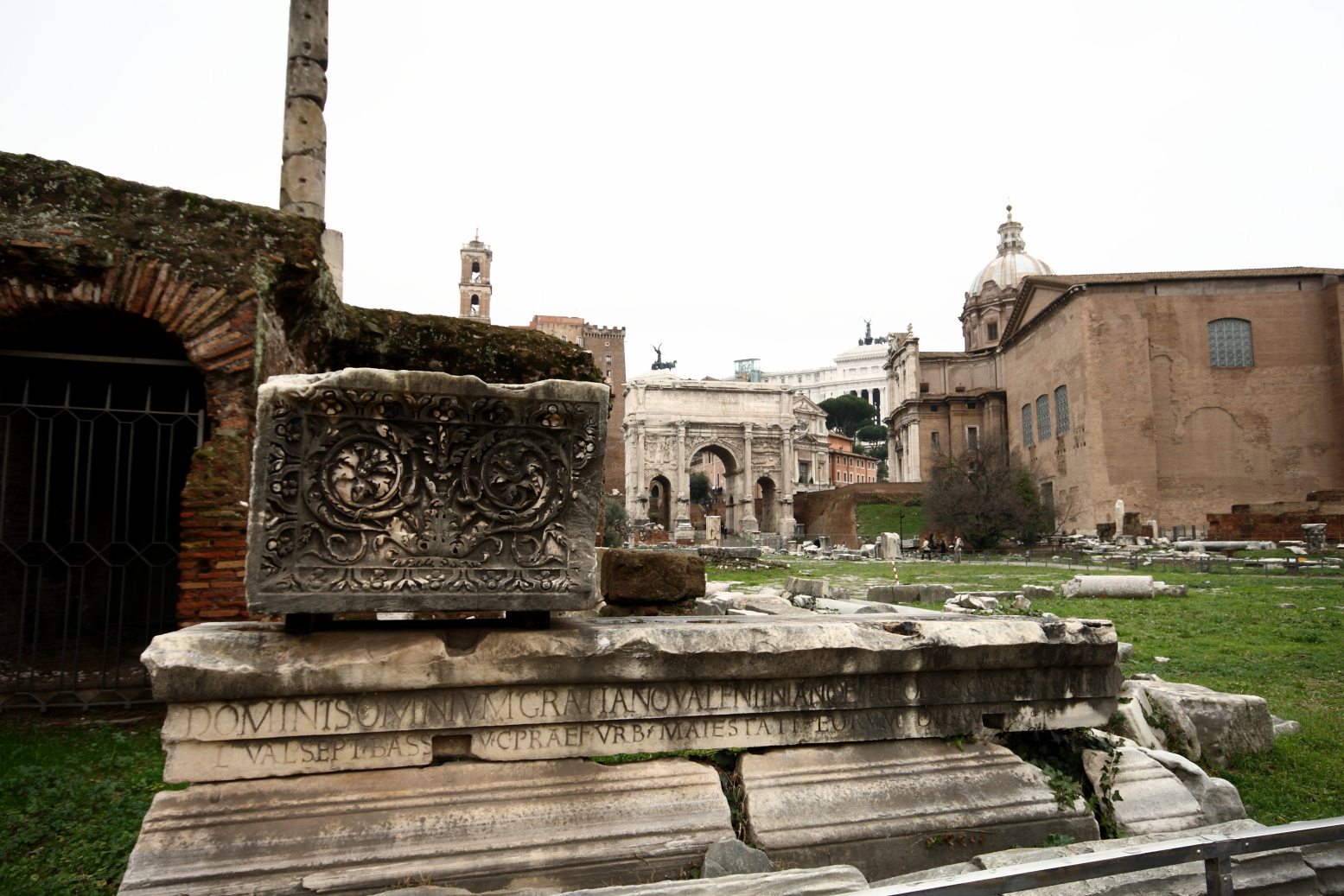
Iscrizione che cita Basso, dal Foro Romano.

Due iscrizioni trovate nel Foro Romano (CIL VI, 1184 e CIL VI, 37132) attestano che fu praefectus urbi sotto gli imperatori Graziano, Valentiniano II e Teodosio I, dunque tra il 379 (anno dell'ascesa al trono di Teodosio) e il 383 (anno dell'uccisione di Graziano).
Fu probabilmente nipote di Settimio Basso (praefectus urbi nel 317-319); è possibile che abbia sposato una figlia di Clodio Celsino Adelfio (praefectus urbi nel 351) e abbia avuto Valerio Adelfio Basso, e che Valerio Faltonio Adelfio (console nel 451) fosse suo nipote.